# Livio Odescalchi, V principe Odescalchi
Livio Odescalchi, V principe Odescalchi (Vienna, 20 settembre 1805 – Roma, 11 novembre 1885), è stato un nobile italiano.

## Biografia
Figlio di Innocenzo Odescalchi, IV principe Odescalchi e di sua moglie, la contessa Anna Luisa Keglevich de Buzin, Livio nacque a Vienna il 20 settembre 1805 dove venne battezzato coi nomi di Livio Ladislao Giovanni Nepomuceno Ignazio.
Superato il primo periodo della Restaurazione post-napoleonica, la sua famiglia si trovò in condizioni finanziarie stabili e quando Livio venne chiamato a succedere alla morte di suo padre, nel 1833, tra i suoi primi pensieri vi fu quello di rivendicare gli aviti possedimenti della sua casata sul feudo di Bracciano. Solo nel 1849 gli riuscì di trovare il denaro necessario per cercare di intraprendere un negoziato coi Torlonia che dal 1803 avevano stretto un contratto con gli Odescalchi su quei feudi. Secondo il medesimo contratto, entro la durata di cinquant'anni, un discendente della famiglia avrebbe potuto riscattare i feudi che la famiglia Torlonia, come banchieri, avevano ritirato in cambio di una forte somma di denaro concessa ai principi. Nel 1849, dunque, Livio si accordò con Marino Torlonia, erede di Giovanni Raimondo Torlonia, per riottenere il titolo di duca di Bracciano ed il castello di Santa Marinella, dal momento che la signoria feudale era ormai stata abolita. Riuscì nel contempo a riottenere anche la contea di Pisciarelli ed acquistò infine dallo stesso Marino Torlonia il titolo di principe di Bassano. A fronte della ricchezza riacquistata, papa Pio IX il 17 gennaio 1854 lo creò principe romano e nobile romano coscritto.
La maggior parte dei suoi titoli rimasero puramente onorifici, ancor più quando il Lazio venne annesso al Regno d'Italia con la conquista di Roma nel 1870, ma egli con la propria famiglia decise di trasferirsi a vivere al Castello di Bracciano.
Il figlio Ladislao fu il fondatore della cittadina laziale di Ladispoli.
Morì a Roma l'11 novembre 1885.

## Matrimonio e figli
Livio sposò a Blatocerkiew l'11 luglio 1841 la contessa polacca Zofia Katarzyna Branicka (1821-1886), dalla quale ebbe i seguenti figli:
- Baldassarre (1844 - 1909), principe Odescalchi, sposò la contessa Emilia Rucellai
- Ladislao (1846 - 1922)
- Maria (1851 - 1917), sposò a Roma il 30 novembre 1872 il conte Franz von Kuefstein

## Albero genealogico
|                                                 |                         |                                                 | Genitori                                              |  |  | Nonni |  |  | Bisnonni                                 |  |  | Trisnonni                                     |  |
|                                                 |                         |                                                 |                                                       |  |  |       |  |  | Livio Odescalchi, II principe Odescalchi |  |  | Baldassarre Odescalchi, I principe Odescalchi |  |
|                                                 |                         |                                                 |                                                       |  |  |       |  |  | Livio Odescalchi, II principe Odescalchi |  |  | Baldassarre Odescalchi, I principe Odescalchi |  |
|                                                 |                         | Eleonora Maddalena Borghese                     |                                                       |  |  |       |  |  | Livio Odescalchi, II principe Odescalchi |  |  |                                               |  |
| Baldassarre Odescalchi, III principe Odescalchi |                         |                                                 |                                                       |  |  |       |  |  | Livio Odescalchi, II principe Odescalchi |  |  |                                               |  |
|                                                 |                         | Maria Vittoria Corsini                          | Filippo Corsini, II principe di Sismano               |  |  |       |  |  |                                          |  |  |                                               |  |
|                                                 |                         | Maria Vittoria Corsini                          | Filippo Corsini, II principe di Sismano               |  |  |       |  |  |                                          |  |  |                                               |  |
|                                                 |                         | Maria Vittoria Corsini                          | Ottavia Strozzi                                       |  |  |       |  |  |                                          |  |  |                                               |  |
| Innocenzo Odescalchi, IV principe Odescalchi    |                         | Maria Vittoria Corsini                          |                                                       |  |  |       |  |  |                                          |  |  |                                               |  |
|                                                 |                         | Benedetto II Giustiniani, V principe di Bassano | Girolamo Vincenzo Giustiniani, IV principe di Bassano |  |  |       |  |  |                                          |  |  |                                               |  |
|                                                 |                         | Benedetto II Giustiniani, V principe di Bassano | Girolamo Vincenzo Giustiniani, IV principe di Bassano |  |  |       |  |  |                                          |  |  |                                               |  |
|                                                 |                         | Benedetto II Giustiniani, V principe di Bassano | Maria Angelica Ruspoli                                |  |  |       |  |  |                                          |  |  |                                               |  |
| Caterina Valeria Giustiniani                    |                         | Benedetto II Giustiniani, V principe di Bassano |                                                       |  |  |       |  |  |                                          |  |  |                                               |  |
|                                                 |                         | Cecilia Carlotta Francisca Anna Mahony          | James Joseph O'Mahony, conte Mahony                   |  |  |       |  |  |                                          |  |  |                                               |  |
|                                                 |                         | Cecilia Carlotta Francisca Anna Mahony          | James Joseph O'Mahony, conte Mahony                   |  |  |       |  |  |                                          |  |  |                                               |  |
|                                                 |                         | Cecilia Carlotta Francisca Anna Mahony          | Anne Clifford                                         |  |  |       |  |  |                                          |  |  |                                               |  |
| Livio Odescalchi, V principe Odescalchi         |                         | Cecilia Carlotta Francisca Anna Mahony          |                                                       |  |  |       |  |  |                                          |  |  |                                               |  |
|                                                 | Josip Keglević Buzinski | Adam Keglevich von Buzin                        |                                                       |  |  |       |  |  |                                          |  |  |                                               |  |
|                                                 | Josip Keglević Buzinski | Adam Keglevich von Buzin                        |                                                       |  |  |       |  |  |                                          |  |  |                                               |  |
|                                                 | Josip Keglević Buzinski | Marija Petheő de Gerse                          |                                                       |  |  |       |  |  |                                          |  |  |                                               |  |
| Károly Keglevich de Buzin                       | Josip Keglević Buzinski |                                                 |                                                       |  |  |       |  |  |                                          |  |  |                                               |  |
|                                                 |                         | Theresia Thavonat von Thavon                    | Ludwig Albrecht Thavonat von Thavon                   |  |  |       |  |  |                                          |  |  |                                               |  |
|                                                 |                         | Theresia Thavonat von Thavon                    | Ludwig Albrecht Thavonat von Thavon                   |  |  |       |  |  |                                          |  |  |                                               |  |
|                                                 |                         | Theresia Thavonat von Thavon                    | Maria Polyxena Josefa Jakusics de Orbova              |  |  |       |  |  |                                          |  |  |                                               |  |
| Anna Luisa Keglevich de Buzin                   |                         | Theresia Thavonat von Thavon                    |                                                       |  |  |       |  |  |                                          |  |  |                                               |  |
|                                                 |                         | János II Nepomuk Zichy de Zich et Vásonkeö      | János I Zichy de Zich et Vásonkeö                     |  |  |       |  |  |                                          |  |  |                                               |  |
|                                                 |                         | János II Nepomuk Zichy de Zich et Vásonkeö      | János I Zichy de Zich et Vásonkeö                     |  |  |       |  |  |                                          |  |  |                                               |  |
|                                                 |                         | János II Nepomuk Zichy de Zich et Vásonkeö      | Maria Anna von Thalheim                               |  |  |       |  |  |                                          |  |  |                                               |  |
| Julia Katalin Maria Josefa Cziráky              |                         | János II Nepomuk Zichy de Zich et Vásonkeö      |                                                       |  |  |       |  |  |                                          |  |  |                                               |  |
|                                                 |                         | Franziska Friederike Schmidegg de Sárladány     | Friedrich Schmidegg de Sárladány                      |  |  |       |  |  |                                          |  |  |                                               |  |
|                                                 |                         | Franziska Friederike Schmidegg de Sárladány     | Friedrich Schmidegg de Sárladány                      |  |  |       |  |  |                                          |  |  |                                               |  |
|                                                 |                         | Franziska Friederike Schmidegg de Sárladány     | Lucia Majthényi de Kesselőkeő                         |  |  |       |  |  |                                          |  |  |                                               |  |
|                                                 |                         | Franziska Friederike Schmidegg de Sárladány     |                                                       |  |  |       |  |  |                                          |  |  |                                               |  |